# Astragalus robustus
Astragalus robustus är en ärtväxtart som beskrevs av Aleksandr Andrejevitj Bunge. Astragalus robustus ingår i släktet vedlar, och familjen ärtväxter. Inga underarter finns listade i Catalogue of Life.